# Джиммі Вуд
Джи́ммі Вуд (англ. Jimmy Woode), повне ім'я Джеймс Бра́янт Вуд (англ. James Bryant Woode; 23 вересня 1928, Філадельфія, Пенсільванія — 23 квітня 2005, Лінденволд, Нью-Джерсі) — американський джазовий контрабасист.

## Біографія
Народився 23 вересня 1928 року у Філадельфії (штат Пенсільванія). Його батько був вчителем музики, грав на духових у Диксиленд-бендах. Вчився грати на фортепіано у Філадельфійській музичній академії у Кларенса Кокса; пізніше у Бостонському університеті, Бостонській консерваторії і у басиста Пола Грегорі у Каліфорнії. Співав у гурті військово-морських сил (1945). Грав і співав у вокальному гурті the Velvetaires, створив власне тріо (1946).
Гастролював з Фліпом Філліпсом (1949), Сарою Воен, Еллою Фітцджеральд (1950). Грав з Нетом Пірсом у період з 1951 по 1952 роки. Працював штатним басистом у клубі Storyville в Бостоні (1953—55), потім грав з Дюком Еллінгтоном (1955—59). Також записувався як соліст у 1957 році на Argo; потім з Джонні Годжесом (1955—58), Кларком Террі (1956—59).
У 1960 році переїхав до Стокгольма; грав на радіо та телебаченні, а також у клубах з найкращими шведськими музикантами. Став відомим як телевізійний вокаліст і сесійний музикант у Швеції. Записувався з Еріком Долфі (1961). У 1964 році переїхав у Кельн (Німеччина), де керував власним видавництвом. Грав з Кенні Кларком-Френсі Болландом (які також проживали на той час в Кельні) у 1964—73 роках. Записувався з Доном Баєсом, Альбертом Ніколасом (1963), Джонні Гріффіном (1964—68), Сахібом Шихабом (1964—68); Тедом Керсоном-Букером Ервіном (1966), Мілтом Бакнером (1966—69), Бенні Бейлі (1968), Малом Волдроном (1967—77), Гелен Г'юмс (1974).
У середині 1960-х мешкав у Нідерландах, потім на початку 1970-х переїхав до Мюнхена. На початку 1980-х оселився у Відні, у 1990-х жив у Швейцарії. Деякий час грав з гуртом Натана Девіса.
Помер 23 квітня 2005 року в Лінденволді (штат Нью-Джерсі) у віці 78 років від ускладнень після операції.

## Дискографія
- The Colorful Strings of Jimmy Woode (Argo, 1958)